# Rembau
Rembau és un estat de Negeri Sembilan a la península Malaia. La capital és Rembau. De l'estat depenia el de Gunung Pasir, situat al sud.
L'estat ja s'esmenta vers 1540, probablement vassall de Johore (abans Malacca) però a la segona meitat del segle xvii el governant local es va aliar (o sotmetre) als Minangkabau i va restar de fet independent. El 1773 el príncep Minangkabau, Raja Melewar, es va traslladar a la zona i es va proclamar rei (Yamtuan Besar) a Kampung Penajis a territori de Rembau i encara que anys després (vers 1798) va traslladar la capital a Sri Menanti una part de Rembau va quedar governat per un anomenat "gran senyor de Rembau" (Yang di-Pertuan Muda Rembau) designat pel sobira Minangkabau. Rembau no va entrar a la federació de nou estats que va formar Sri Menanti fins vers el 1836 (llavors el nombre d'estats va superar els nou). El 1887 el protectorat britànic fou imposat a Rembau (i al seu estat subordinat de Gunung Pasir) i va quedar separat de la federació dirigida per Sri Menanti que era coneguda com a Negeri Sembilan (Nou Estats) però l'1 de gener de 1895 Gran Bretanya el va reintegrar a la federació que a causa de desaparicions i d'incorporacions va tornar a tenir nou estats (sis estats normals entre els quals Rembau, dos subsiadirs i el territori reial de Sri Menanti). Els britànics li van dir Negri Sembilan.
Modernament forma un districte de l'estat Negeri Sembilan, amb el sobirà amb certes funcions cerimonials. El districte té uns 40.000 habitants. La capital Rembau és a uns 25 km de Seremban.

## Undang Luak Rembau
- Datuk Sedia Raja Kurup vers 1690 - vers 1725
- Datuk Sedia Raja Sabat vers 1725 - 1750
- Datuk Lela Maharaja Lulinsoh vers 1750 - 1790
- Datuk Sedia Raja Pekak vers 1790 - 1795
- Datuk Lela Maharaja Kusil bin Uban vers 1795 - 1812
- Datuk Sedia Raja Bogok 1812 - 1819
- Datuk Lela Maharaja Nganit 1819 - 1843
- Datuk Sedia Raja Akhir 1843 - 1872
- Datuk Lela Maharaja Sahil 1872 - 1883
- Datuk Sedia Raja Serun bin Saidin 1883 - 1905
- Datuk Lela Maharaja Sulung bin Miah 1905 - 1922
- Datuk Sedia Raja Abdullah bin Dahan 1922 - 1938
- Datuk Lela Maharaja Ipap bin Abdullah 1938 - 1962
- Datuk Sedia Raja Adnan bin Maah 1963 - 1998
- Datuk Lela Maharaja Muhammad bin Sharif Othman 1998 -

## Yang di-Pertuan Muda Rembau
- Raja Asil (després Sultan Muhammad Shah) 1798 - 1813 (+ vers 1824)
- Raja Ali bin Daeng Alampaki 1813 - 13 Sep 1832 (+ 1850)
- Saiyid Shaaban ibn Saiyid Ibrahim al-Qadri 1832 - 1836 (+ 1872)